# Sports Tracker
Sports Tracker (ранее Nokia Sports Tracker) — программное обеспечение для мобильных устройств и веб сайт, позволяющие анализировать данные о своих занятиях спортом и делиться ими с друзьями или публично, исследовать активности по всему миру, планировать маршруты и упражнения.
Изначально сервис представлял собой программное обеспечение компании Nokia под названием Nokia Sports Tracker, и использовался для смартфонов серии Symbian S60, которые могли с использованием GPS самого устройства или с внешним GPS-приёмником записывать перемещения пользователя, фиксируя его маршрут, скорость, время, затраты энергии и пр., в том числе во время спортивных тренировок, например бега, езды на велосипеде и т. д.

## История
Nokia сообщила в июне 2010 года, что она закрывает сервис Nokia Sports Tracker, но поддержку приложения продолжила компания Sports Tracking Technologies Ltd. с названием Sports Tracker, которая была основана тремя сотрудниками Nokia. Эти разработчики продолжили работу над сервисом и создали приложения для платформ iOS, Android и Windows Phone. К функциональности были добавлены возможности общения с друзьями, загрузки медиафайлов и др.
На 2013 год количество загрузок сервиса исчислялась 1-5 миллионами.
4 мая 2015 компания Amer Sports сообщила, что приобрела Sports Tracker.
По состоянию на 20.05.2022г. настоящие условия представляют собой соглашение между пользователями и компанией Suunto Oy (Финляндия). Провайдером технических услуг приложений сообщества Sports Tracker также является Suunto Oy.

## Точность сервиса
В 2013 году проводилось исследование точности трекеров на смартфонах, где анализировалась работа десяти различных сервисов. Согласно данным результатам, Sports Tracker занял 2-4 место по точности расчёта дистанции, и 9-е по точности расчёта перепада высоты.